# Jacob Franquart

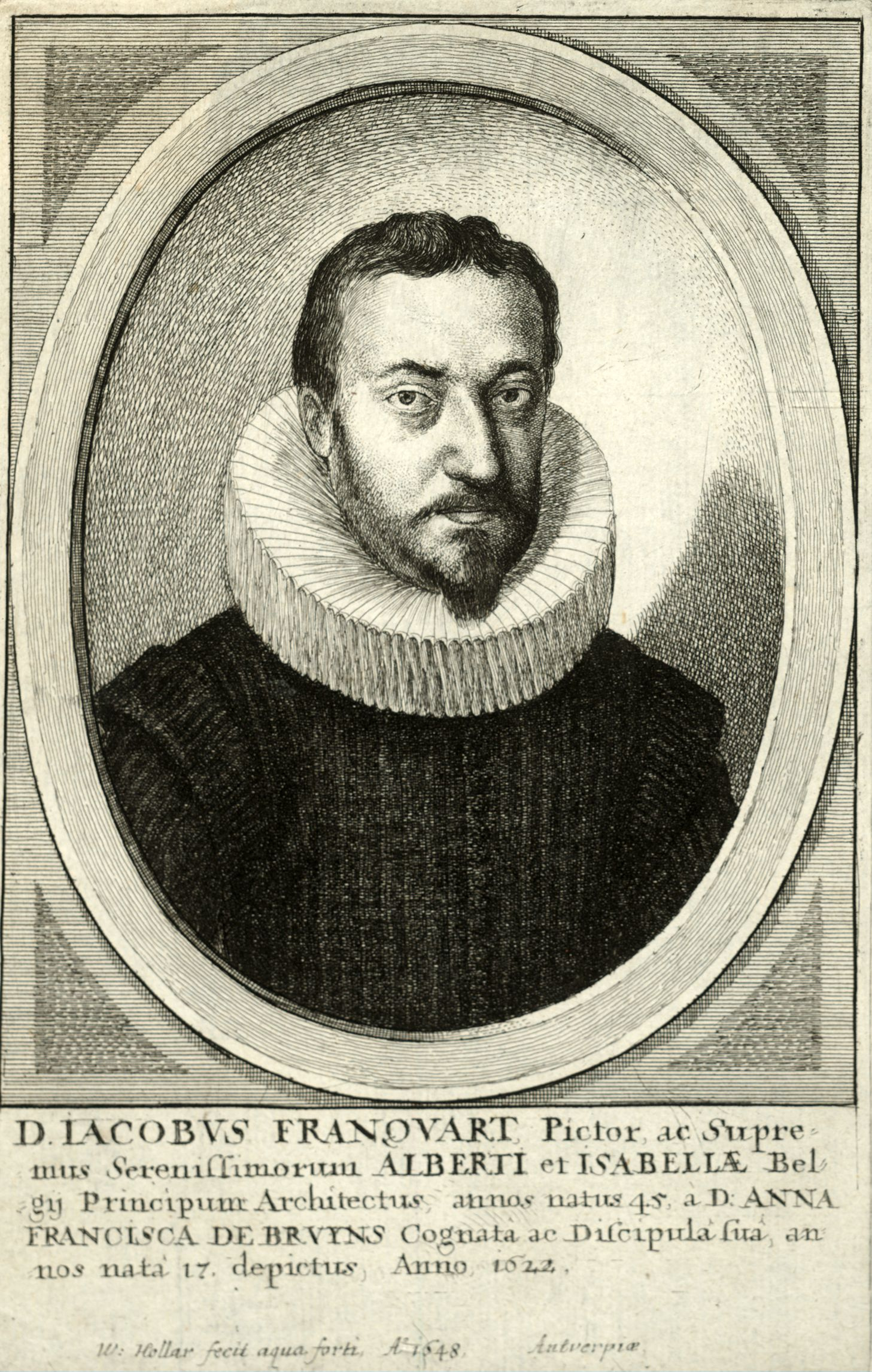
Portretgravure uit 1648 van Jacob Franquart door Wenceslas Hollar

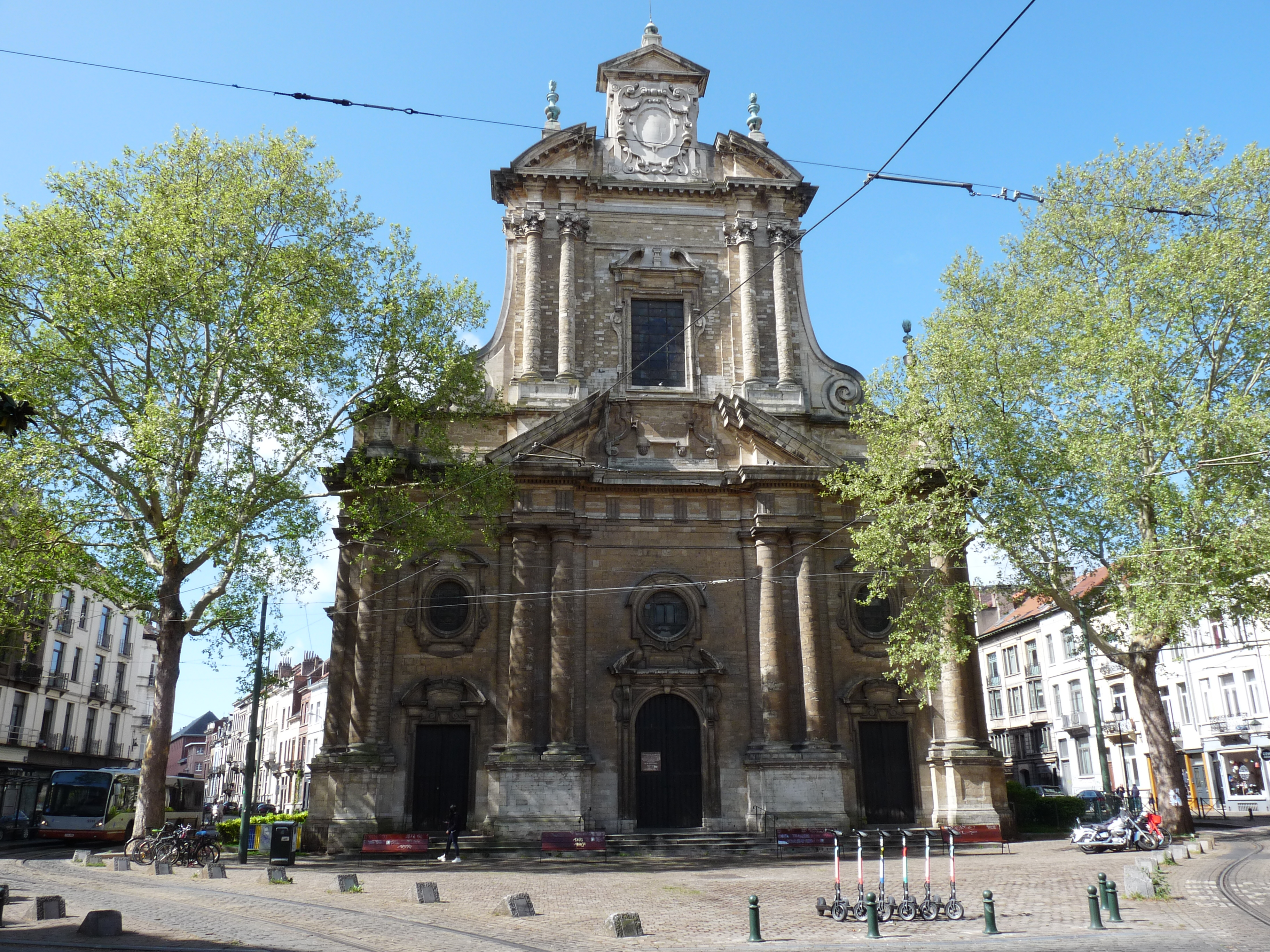
De gevel van de voormalige Augustijnenkerk, in 1893 herbruikt voor de Drievuldigheidskerk van Elsene

Jacob Franquart (ook: Jacques Franquart of Jacques Francart; (Brussel of Antwerpen, 1583 - aldaar, 6 januari 1651)) was een Brabantse kunstenaar. Franquart genoot een korte opleiding van Peter Paul Rubens. Hij beoefende zowel de schilder-, teken-, dicht- als bouwkunst.

## Biografie
Op jonge leeftijd verhuisde hij met zijn ouders naar Italië en woonde in de Via del Babuino. Hij kwam daar in contact met de architectuur van de klassieke oudheid en de renaissance. Hij stierf op 67-jarige leeftijd en werd begraven in Brussel.

## Traktaten

### Livre d'architecture
Franquart schreef het architectuurtraktaat Premier livre d'architecture. Dit werd goed ontvangen in de Zeventien Provinciën. Hij beschrijft en bespreekt hierin voornamelijk zijn poortontwerpen en de hierop aangebrachte versieringen. Het traktaat werd in 1617 uitgegeven door H. Antonius. Hij liet aantekeningen en gravures van zijn poortontwerpen maken door Michel Lasne en opnemen in zijn traktaat. Met dit werk veranderde hij de wereld van het architectuurtraktaat in de lage Landen, die tot dan voornamelijk beheerst werd door Hans Vredeman de Vries en Pieter Coecke van Aelst. De publicatie van dit traktaat duidt niet enkel op de hoge positie van Jacob Franquart maar ook op zijn zucht naar erkenning buiten de vorstelijke omgeving.
Door zijn verblijf in Italië sluit zijn concept en vormrepertorium aan bij dat van Serlio's extra ordinario libro. Zijn aanpak nam sporadisch specifieke proporties over van Sebastiano Serlio en Giacomo Barozzi da Vignola terwijl hij de globale verhoudingen volgens de Italiaanse theorie weergaf. Hij gaf zijn traktaat Nederlandse invloeden door de romaanse architectuurterminologie een Nederlandse vorm te geven. Later werd hij in verband gebracht met de Spaensche deurkens omdat deze ontwerpen enige gelijkenissen toonden met zijn ontwerpen van portalen. Ze bleken niets met elkaar te maken te hebben aangezien de portalen maniëristisch waren.

### Hondert schryftafelkens ende wapeschilden
In 1622 bracht hij Cent tablettes et escussons d'armes of Hondert schryftafelkens ende wapeschilden uit. Het boek telde 27 pagina's en gravuren en was een soort modelboek waarin voorbeelden van portalen en poortontwerpen werden opgenomen om gerealiseerd en aangepast te worden. Voor schilders, beeldhouwers en goudsmeden stonden hier richtlijnen in.

## Architectuur

### Religieuze bouwkunst
In 1616 werkte hij, buiten het hof, als ingenieur/architect aan enkele kerken van de jezuïeten, met als voornaamste project de Jezuïetenkerk van Brussel (1621-1812). Daarnaast ontwierp hij ook de Begijnhofkerk van Mechelen en de kerk en kloostergebouwen van de augustijnen in Brussel.
In 1629 begon Pieter Huysens aan de bouw van de nieuwe begijnhofkerk van Mechelen naar aanleiding van de contrareformatie. In 1630 werd Jacob Franquart aangesteld voor de afwerking en detaillering van het begijnhof.
In 1642 kreeg hij de opdracht om het koor van de Onze-Lieve-Vrouw-over-de-Dijlekerk in Mechelen te ontwerpen. De bouw van deze kerk begon in de 14e eeuw in Brabants-gotische stijl maar nu werd Franquart opdracht gegeven om het koor te ontwerpen. De periode daarop liet Franquart zich meermaals vervangen door Pieter Paul Merckx. Het koor was bij Franquarts overlijden niet voltooid.

### Feestarchitectuur
In opdracht en naar voorontwerp van de jezuïeten in Gent ontwierp Franquart de feestarchitectuur ter ere van de inkomst van Ferdinand van Oostenrijk. Hij ontwierp een triomfboog voor keizer Karel V (Arcus Caroli, de grootste van de twee) en een voor kardinaal-infant Ferdinand (Arcus Fernandi). Ze werden opgericht op de Vrijdagmarkt. De bogen werden niet gebouwd onder toezicht van Franquart, maar onder dat van ingenieur Melchior de Somer en meester Pieter Plumion.

### Militaire bouwkunst
Franquart was niet bang van militaire bouwkunst. Hij droeg de titel "gewoon ingenieur te Brussel in dienst van zijne majesteit de koning van Spanje", wat betekende dat hij bouw- een vestingmeester in Brussel was. Van specifieke gebouw- en vestingwerken in Brussel zijn er geen bronnen, maar wel bij de aanleg van de eerste stenen weg in Scherpenheuvel (1627-1631). Daar voltooide hij de vestingwerken die in 1620 begonnen waren door Frederik Kierut.

### Civiele architectuur
In 1625-26 werd bij het Koudenbergpaleis een gebouw opgetrokken voor de Grote Voetbooggilde van Onze-Lieve-Vrouw, een van de vijf wapengilden van Brussel. De plannen van dit Domus Isabellae waren van Franquart.

### Drevenaanleg
Begin 17e eeuw legde Franquart fraaie dreven aan buiten de stadsomwallingen van Brussel. De Groendreef lag op de oostoever van de Willebroekse vaart en liep van de Oeverpoort tot de Lakensebrug. Ze was voorzien van Mariakapelletjes en bomenrijen op last van aartshertogin Isabella. Langs daar deed de vrome landvoogdes in 1623 een bedevaart naar de Onze-Lieve-Vrouwekerk. In haar opdracht creëerde Franquart in 1626-28 ook de Hertoghsdreve (nu Sint-Annadreef) om de kerk te verbinden met de Sint-Annakapel en -bron.

## Schilderkunst
Zijn schoonbroer Wenzel Cobergher werd in 1601 aangesteld als hofarchitect aan het aartshof bij Albrecht van Oostenrijk en Isabella van Spanje. In 1611 kreeg Franquart zijn eerste schilderopdracht voor het klooster der ongeschoeide karmelietessen in Brussel. Van het schilderij zelf is er geen spoor meer. In 1613 werd Franquart benoemd tot hofschilder aan het hertogdom van Albrecht van Oostenrijk en Isabella van Spanje. In de jaren twintig van de 17e eeuw gaven aartshertog Albrecht van Oostenrijk en Isabella van Spanje de opdracht aan Peter Paul Rubens, Wenzel Cobergher, Salomon de Claus, Hiëronymus du Quesnoy en Jacob Franquart om hun paleis in Brussel te verfraaien. Franquart hield zich hier voornamelijk bezig met het oude en nieuwe oratorium van de infante en de afwerking en detaillering van het paleis. Tussen 1612 en 1614 maakte hij plafondschilderingen in het eerste oratorium en restaureerde daar ook de oudere taferelen. Hij was ook verantwoordelijk voor uitvoering van andere decoratieve opdrachten.

### Leerlinge
In zijn loopbaan als schilder/ontwerper had hij maar één leerling, namelijk zijn nicht Anna Francisca de Bruyns (1604-1656). Zij schilderde later de vijftien mysteries van de rozenkrans in opdracht van de aartshertogin. Haar stijl geleek op die van Franquart, waardoor er soms verwarring bestaat tussen hun werken. Het is mogelijk dat Franquart als auteur genoemd wordt maar dat het eigenlijke schilderij door zijn leerlinge geschilderd was.

### Pieter Paul Rubens
In die periode ging hij in de leer bij leeftijdsgenoot Peter Paul Rubens met wie hij samen de Kruisdraging voor het altaar van de abdijkerk in Affligem ontwierp. Het prototype in hout werd door Franquart ontworpen, maar aangepast door Jan Du Can die er salomonische zuilen bij plaatste.

## Gravures
Franquart maakte tevens gravures. Voor de begrafenisstoet van zijn opdrachtgever Albrecht van Oostenrijk in Brussel ontwierp hij de praalwagen en treurstoet. De begrafenisstoet gaf hij weer op 64 panelen. De tekst werd geschreven door de Belgische schrijver en historicus Erycius Puteanus (Venlo, 1574 - Leuven, 1646). Op de 64 panelen zijn verschillende personen gegraveerd met het wapenschild van het land. De gravure van de begrafenis is bijna 1 meter lang.

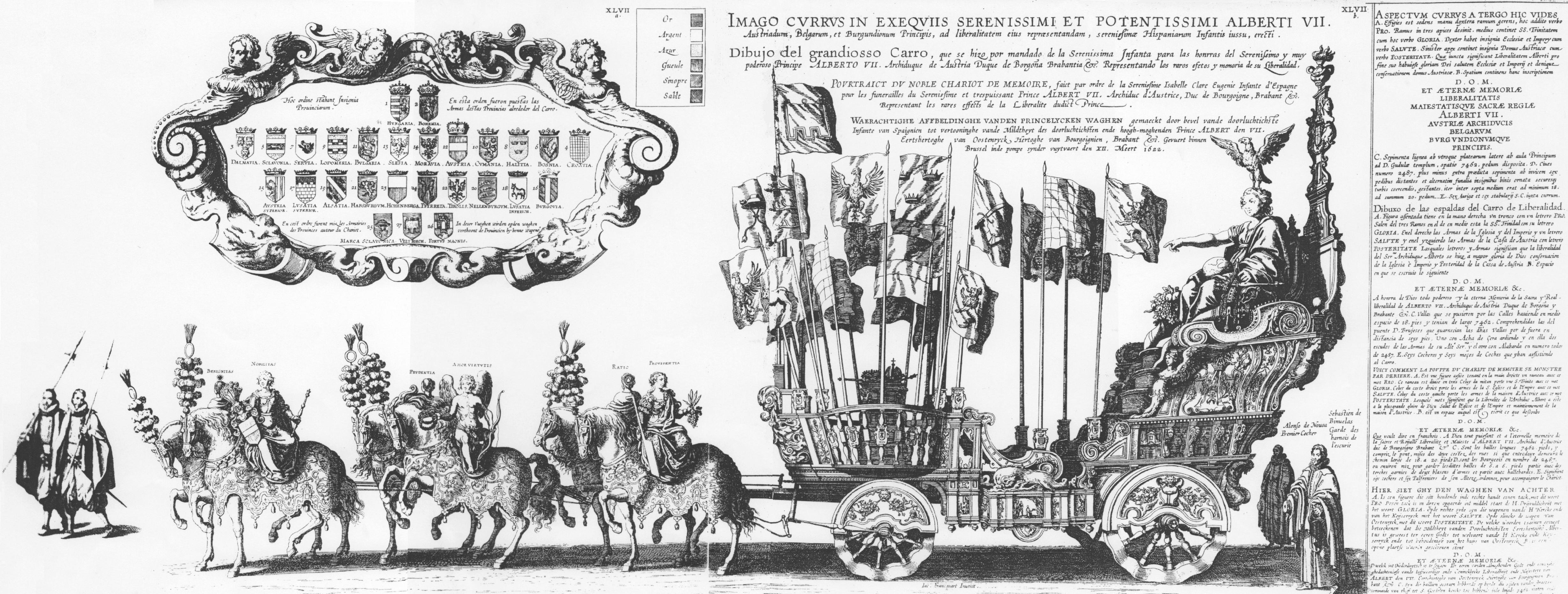
Gravure van de begrafenisstoet van Albrecht van Oostenrijk (1623)

- Biblioteca Nacional de España: XX896903
- Bibliothèque nationale de France: cb13738568b (data)
- Biografisch Portaal: 12427026
- Gemeinsame Normdatei: 122188667
- International Standard Name Identifier: 0000 0001 0548 0945
- KulturNav: da09bf7f-3140-42b8-80be-7446714ba60e
- Library of Congress Control Number: nr99037646
- Nationale Bibliotheek van Israël: 987007316390805171
- Nederlandse Thesaurus van Auteursnamen: 088685691
- RKD-Nederlands Instituut voor Kunstgeschiedenis: 28992
- LIBRIS: 210377
- Système universitaire de documentation: 190538139
- Union List of Artist Names: 500032187
- Virtual International Authority File: 8262757
- WorldCat: E39PBJdcvdVhbttFpwvKkQryVC